# James Robertson (Astronom)
James Robertson (geboren am 1. Mai 1867 in Rockford, Winnebago County, Illinois; gestorben am 20. Januar 1960 in Auburn, Lee County, Alabama) war ein US-amerikanischer Astronom, der am United States Naval Observatory (USNO) tätig war.

## Leben
Robertson war ein Sohn von Charles A. Robertson und dessen Frau Henriette G. (geborene Ward). 1891 machte er an der University of Michigan seinen Bachelor of Science und wurde 1933 an der University of Georgetown zum Doktor der Wissenschaften promoviert. Er war von 1893 bis 1924 Assistent (ab 1908 Hauptassistent) am Nautical Almanac Office des United States Naval Observatory. Seit 1924 war er als Astronom, ab 1930 leitender Astronom und vom 18. September 1929 bis zum 31. Mai 1939 auch der Direktor des Nautical Almanac Office. Damit wurde er Nachfolger von William Snyder Eichelberger. Er fungierte seit 1930 als Fachberater der Mathematisch-Astrologischen Fakultät des Navy Department. 1939 trat er in den Ruhestand. Er forschte vor allem in der Astrometrie und wurde durch den Zodiacal Catalogue bekannt. Dieser Sternkatalog mit 3.539 ekliptiknahen Sternen dient bis heute zur Berechnung und Beobachtung von Sternbedeckungen durch den Mond.
Robertson war Mitglied zahlreicher astronomischer Gesellschaften wie der Amerikanischen und der Internationalen Astronomischen Union, der Astronomischen Gesellschaft oder der Société astronomique de France.

## Familie
Robertson war zweimal verheiratet
14. November 1900 mit Caroline Eliot (geborene Ancona; † 25. Oktober 1908)
- Armand James Robertson (Admiral)
- Marie Ancona Robertson (26. August 1903 – 14. November 1988) ⚭ 6. Juni 1940 mit Albert Tilden Sprague (13. März 1898 – 8. April 1968)
- John Ancona Robertson

21. September 1911 mit Martha Piatt (geborene Worthington; 9. September 1881 – 1946)
- Arabella Piatt Robertson (* 19. April 1914)
- Charles Worthington Robertson (29. Dezember 1921 – 2021)

## Schriften (Auswahl)
- Catalog[ue] of 3.539 zodiacal stars for the equinox 1950. In: Astronomical papers prepared for the use of the American ephemeris and Nautical almanac. Band 10, Teil 2, 1940, S. 169–299.